# Spata, Timiș
Spata este un sat în comuna Bara din județul Timiș, Banat, România. Se amintește despre satul Spata începând cu sec. al XV-lea sub numele de Spatha. A aparținut cetății Soimoș. Sigismund Racozi donează satul lui Petru Kragovicz din Lipova în anul 1607. În anul 1717 are numai 7 case. În anul 1551 este proprietatea Mariei Torok, ulterior este moștenit de fiul acesteia, Federick d'Elevaux. Petru Friges crede că această comună s-ar mai fi numit și Deheleni, cu toate că același lucru se crede și despre Leucusești, Iersnic și Bara.

## Personalități locale
- Emilian Micu (1865 – 1909), preot, bibliofil.

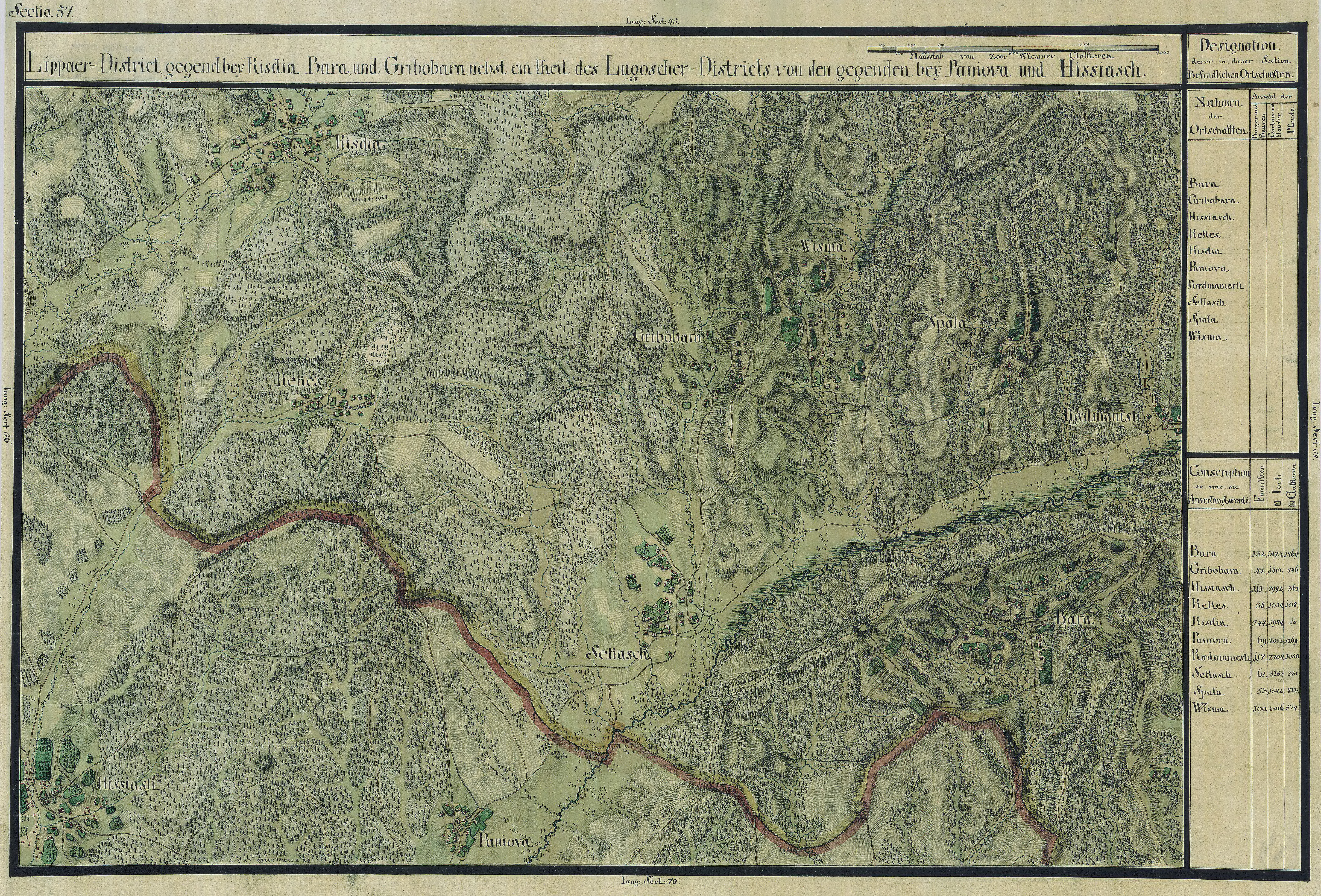
Spata în Harta Iosefină a Banatului, 1769-72